# Агуимес
Агуимес (шп. Agüimes) град је у Шпанији у аутономној заједници Канарска Острва у покрајини Лас Палмас. Према процени из 2017. у граду је живело 30 742 становника.

## Становништво
Према процени, у граду је 2017. живело 30 742 становника.
| 1970.  | 1981.  | 1991.  | 2001.  | 2010.  | 2017.  |
| ------ | ------ | ------ | ------ | ------ | ------ |
| 12.047 | 13.632 | 15.986 | 21.512 | 29.431 | 30.742 |